# アラフォティ・ファオシリバ
アラフォティ・ファオシリバ（Alafoti Fa'osiliva、1985年10月28日 - ）は、サモアのラグビーユニオン選手。

## プロフィール
- サモア・アフェガ出身[1]。
- ポジションはフランカー(FL)。
- 身長 187cm、体重 128kg
- ワールドカップセブンズ2009・2013の7人制サモア代表に選ばれた[2]
- サモア代表キャップは23（2025年4月現在）でワールドカップ2015のサモア代表に選ばれた[3]。

## 略歴
RCトゥーロン、ブリストル・ベアーズ、バース、ウスター・ウォリアーズ、ベッドフォード・ブルーズを経て、2021年、チッペナムRFCに加入。